# جاز جنینگز
جاز جنینگز (به انگلیسی: Jazz Jennings) (زاده ۶ اکتبر ۲۰۰۰) مدل تبلیغاتی، یوتیوبر، ستاره آمریکایی است.
او یک زن ترنس است.